# قصة موت معلن
وقائع موت معلن (بالإسبانية: Crónica de una muerte anunciada) هي رواية للكاتب الكولومبي الحائز على جائزة نوبل في الأدب غابرييل غارثيا ماركيث. نُشِرَت عام 1981. وتتكلم الرواية عبر لسان صحفي مزيف عن قضية قتل سانتياغو نصار على يد اثنان من إخوة بيكاريو.

## الحبكة
للقصّة طابع سرديّ غير خطّي، يرويها راوٍ مجهول، وتبدأ في صباح يوم وفاة سانتياغو نصّار ةتنتهي في نفس الصباح. صباح قتل سنتياغو نصار على يد الأخوين بابلو فيكاريو وبيدرو فيكاريو ثأراً لشرفهما، الذى انتهكه نصار، على حد زعم أختهما أنجيلا.
يعيش سنتياغو نصار مع والدته، بلاثيدا لينيرو، والطاهية، فيكتوريا غوثمان، وابنتها ديفينا فلور. يتولّى نصار بنجاح إدارة مزرعة العائلة بعد وفاة والده إبراهيم، ذي الأصول العربية. يعود سانتياغو إلى البيت في ساعات الصباح الأولى بعد قضائه كامل الليل في حفل زفافٍ لأحد القادمين الجُدد، باياردو سان رومان، وإحدى بنات المنطقة، أنخيلا فيكاريو. بعد ساعتين من بدء الحفل، يجرّ باياردو عروسه أنخيلا إلى بيت أمّها لأنها لم تكن عذراء. بعد ضرب مبرّح من والدتها، تضطر أنخيلا للكشف عن اسم الرجل الذي أفقدها عذريّتها وشرفها. وتدّعي أنّ الرجل هو سانتياغو نصار. يقرر أخوا أنخيلا التوأم بابلو وبيدرو فيكاريو، أن يقتلا سانتياغو انتقامًا لشرف العائلة. يستيقظ سانتياغو بعد نومه لساعة ليرتدي ملابسه ولا ينتبه سانتياغو للملحوظة التي ألقاها أحدهم على الأرض يذكر فيها تفاصيل خطة فيكاريو لقتله. يذهب سانتياغو لملاقاة خطيبته التي تصيح قائلةً: «آمل أن يقتلوك فعلًا!» لأنها غاضبة منه بسبب علاقته بأنخيلا فيكاريو، وتقرر خطيبته ألّا تحذّره بأن هناك خطة لقتله.
لم تكن خطيبته الوحيدة التي عرفت بالتهديد بالقتل فالأخوان أخبرا كل من صادفوا بما ينويان فعله. ورغم أن الجميع كان يدرك  براءة سنتياغو نصار، لم يبادر أحد لإيقاف الجريمة ظنا منهم بأن الإخوة فيكاريو يمزحان و أن سنتياغو نصار رجل غني لا يمكن إيداءه.
تقدم الرواية وصفًا دقيقًا لعملية قتل سانتياغو نصار. يتلقى سانتياغو عدة طعنات خلال محاولته دخول البيت، يبلغ عددها 20 طعنة، سبعٌ منها قاتلة؛ كانت هذه النتيجة التي خلص إليها القسيس بعد قيامه بعملية تشريح خرقاء للجثة. تكون جريمة قتل سانتياغو شنيعة ويضطر سانتياغو إلى حمل أحشائه ويدخل البيت من الباب الخلفي، ويسقط على أرض المطبخ ويفارق الحياة. بعد جريمة القتل، تترك عائلة فيكاريو البلدة بسبب الفضيحة والعار اللذين لحقا بهم لما جرى في زفاف أنخيلا ومقتل سانتياغو. يترك باياردو سان رومان البلدة كذلك؛ تأتي عائلته بالقارب وتصطحبه معها. يقضي الأخوان فيكاريو ثلاث سنوات في السجن انتظارًا لمحاكمتهما، ولكن يصدر حكم ببراءتهما في المحكمة. بعد ذلك يتزوج بابلو بعشيقته، ويلتحق بيدرو بالقوات المسلحة. بعد أن يصدّ باياردو أنخيلا، تهيم به عشقًا. وبعد مغادرتها مع عائلتها البلدة، تكتب أنخيلا رسالة لباياردو يوميًّا لمدة 17 سنة. بعد تلك المدة، يعود باياردو إلى أنخيلا حاملًا معه جميع رسائلها في حزمة قماشيّة، يتبيّن أنّه لم يفتح أيًّا منها.

## الشخصيات
- سانتياغو نصّار
- بلاثيدا لينيرو والدة سانتياغو
- الطاهية فيكتوريا غوثمان،
- ديفينا فلور ابنت الطاهية
- فلورا ميغيل خطيبة سانتياغو
- أنخيلا فيكاريو
- كريستو بيدويا
- باياردو سان رومان
- بابلو وبيدرو فيكاريو : أخوا أنجيلا التوأم
- كلوتيلدي
- الكولونيل أبونتي
- المطران

## نقد الرواية
تُعد رواية قصة موت معلن لغابرييل غارسيا ماركيز نموذجاً فريداً في الأدب اللاتيني، وقد نالت اهتماماً نقدياً واسعاً بفضل أسلوبها السردي المكثف وتركيزها على التواطؤ الجماعي والصمت المجتمعي تجاه جريمة قتل معلنة. استخدم ماركيز تقنية السرد غير الخطي، مما أضفى على الرواية طابعاً تحقيقياً مشوقاً رغم معرفة القارئ بالنهاية منذ البداية، كما تميزت الرواية بالاقتصاد اللغوي والدقة في بناء الشخصيات. وقد اعتبرها بعض النقاد أقل تعقيداً من أعماله الأخرى مثل مائة عام من العزلة، لكنها أكثر نضجاً من حيث الحبكة والرسالة الأخلاقية، إذ تطرح تساؤلات عميقة حول مفاهيم الشرف والقدر والمسؤولية الجماعية، وتنتقد الأعراف الاجتماعية التي تبرر العنف باسم التقاليد، مما يجعلها عملاً أدبياً وإنسانياً بالغ التأثير.

## اقتباسات
"معظم هؤلاء الذين كان بإمكانهم عمل شيء  لمنع الجريمة مع ذلك لم يعملوه" ،"كان المحامي يؤكد رأي القاتل في دفاعه الشرعي عن الشرف و الذي أيدته المحكمة أيضا و أعلن التوأمان في نهاية المحاكمة أنهما من الممكن أن يفعلا ذلك ألف مرة أخرى من أجل نفس السبب"
"لم يكن هنالك قط موتًا معلنًا كهذا." — جملة افتتاحية شهيرة تلخص المفارقة التي تقوم عليها الرواية.
"الشيء الوحيد الذي كنت أرجوه من الله هو أن يمنحني الشجاعة لأقتل نفسي." — تعبير عن اليأس والندم الذي يطارد الشخصيات بعد الجريمة.
"لطالما قاومت الموافقة على فكرة أنه يمكن للحياة أن تنتهي إلى أن تكون مشابهة جداً للأدب الرديء." — تأمل فلسفي في عبثية الواقع الذي يفوق الخيال.

"لم نستطع طوال سنوات أن نتحدث في أمر آخر غير جريمة قتل نصار." — يوضح كيف أصبحت الجريمة محور حياة المجتمع بأكمله.

## أسلوب الرواية
تتميز رواية قصة موت معلن بأسلوب سردي فريد يجمع بين التقنيات الروائية والتحقيق الصحفي، حيث يُعيد الراوي، الذي يُعتقد أنه صوت ماركيز، بناء أحداث جريمة قتل معلنة وقعت في بلدة صغيرة من خلال شهادات متعددة ومتباينة لأفراد من المجتمع المحلي. يستخدم ماركيز سرداً غير خطي يفتقر إلى التسلسل الزمني التقليدي، مما يسمح له بالكشف التدريجي عن التفاصيل النفسية والاجتماعية التي أحاطت بالجريمة، ويطرح من خلاله تساؤلات فلسفية حول مفهوم الشرف، التواطؤ الجمعي، واللامبالاة المجتمعية. كما يوظف لغة دقيقة وإيقاعاً سردياً مشوقاً يجذب القارئ لمتابعة الوقائع رغم معرفة نهايتها مسبقاً، مما يمنح الرواية طابعاً تأملياً يتجاوز حدود الواقعية إلى مساءلة أخلاق المجتمع وموقفه من الجريمة.

## وصلات خارجية
- تحليلات وكويزات عن وقائع موت معلن
- وقائع موت معلن
- دليل المدرس ل وقائع موت معلن